# Watford (circonscription britannique)
Circonscription parlementaire de la Chambre des communes
La circonscription de Watford est une circonscription située dans le Hertfordshire et représentée à la Chambre des communes du Parlement britannique par Matt Turmaine du Parti travailliste.

## Géographie
La circonscription comprend:
- La ville de Watford
- La ville de Garston

## Députés
Les Members of Parliament (MPs) de la circonscription sont:
| Législature                    | Années       | Député          | Député                | Parti        |
| ------------------------------ | ------------ | --------------- | --------------------- | ------------ |
| Watford issue de Hertfordshire |              |                 |                       |              |
| 23e                            | 1885–1886    |                 | Frederick Halsey      | Conservateur |
| 24e                            | 1886–1892    |                 | Frederick Halsey      | Conservateur |
| 25e                            | 1892–1895    |                 | Frederick Halsey      | Conservateur |
| 26e                            | 1895–1900    |                 | Frederick Halsey      | Conservateur |
| 27e                            | 1900–1906    |                 | Frederick Halsey      | Conservateur |
| 28e                            | 1906–1910    |                 | Nathaniel Micklem     | Libéral      |
| 29e                            | 1910–1910    |                 | Arnold Sandwith Ward  | Conservateur |
| 30e                            | 1910–1918    |                 | Arnold Sandwith Ward  | Conservateur |
| 31e                            | 1918–1923    | Dennis Herbert  |                       | Conservateur |
| 32e                            | 1922–1923    | Dennis Herbert  |                       | Conservateur |
| 33e                            | 1923–1924    | Dennis Herbert  |                       | Conservateur |
| 34e                            | 1924–1929    | Dennis Herbert  |                       | Conservateur |
| 35e                            | 1929–1931    | Dennis Herbert  |                       | Conservateur |
| 36e                            | 1931–1935    | Dennis Herbert  |                       | Conservateur |
| 37e                            | 1935–1943    | Dennis Herbert  |                       | Conservateur |
| 37e                            | 1943-1945    | William Helmore |                       | Conservateur |
| 38e                            | 1945–1950    |                 | John Freeman          | Travailliste |
| 39e                            | 1950–1951    |                 | John Freeman          | Travailliste |
| 40e                            | 1951–1955    |                 | John Freeman          | Travailliste |
| 41e                            | 1955–1957    |                 | Frederick Farey-Jones | Conservateur |
| 42e                            | 1959–1964    |                 | Frederick Farey-Jones | Conservateur |
| 43e                            | 1964–1966    |                 | Raphael Tuck          | Travailliste |
| 44e                            | 1966–1970    |                 | Raphael Tuck          | Travailliste |
| 45e                            | 1970–1974    |                 | Raphael Tuck          | Travailliste |
| 46e                            | 1974–1974    |                 | Raphael Tuck          | Travailliste |
| 47e                            | 1974–1979    |                 | Raphael Tuck          | Travailliste |
| 48e                            | 1979–1983    |                 | Tristan Garel-Jones   | Conservateur |
| 49e                            | 1983–1987    |                 | Tristan Garel-Jones   | Conservateur |
| 50e                            | 1987–1992    |                 | Tristan Garel-Jones   | Conservateur |
| 51e                            | 1992–1997    |                 | Tristan Garel-Jones   | Conservateur |
| 52e                            | 1997–2001    |                 | Claire Ward           | Travailliste |
| 53e                            | 2001–2005    |                 | Claire Ward           | Travailliste |
| 54e                            | 2005–2010    |                 | Claire Ward           | Travailliste |
| 55e                            | 2010–2015    |                 | Richard Harrington    | Conservateur |
| 56e                            | 2015–2017    |                 | Richard Harrington    | Conservateur |
| 57e                            | 2017–2019    |                 | Richard Harrington    | Conservateur |
| 58e                            | 2019–2024    | Dean Russell    |                       | Conservateur |
| 59e                            | 2024–Présent |                 | Matt Turmaine         | Travailliste |

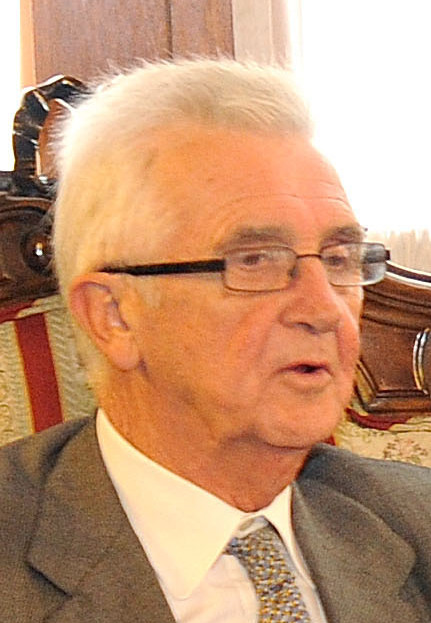
Tristan Garel-Jones (1979–1997)
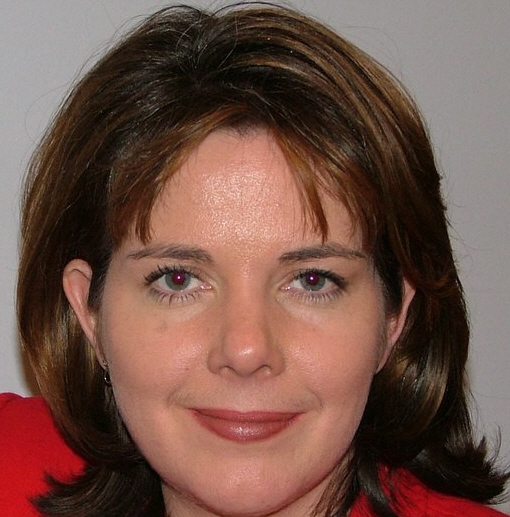
Claire Ward (1997–2010)
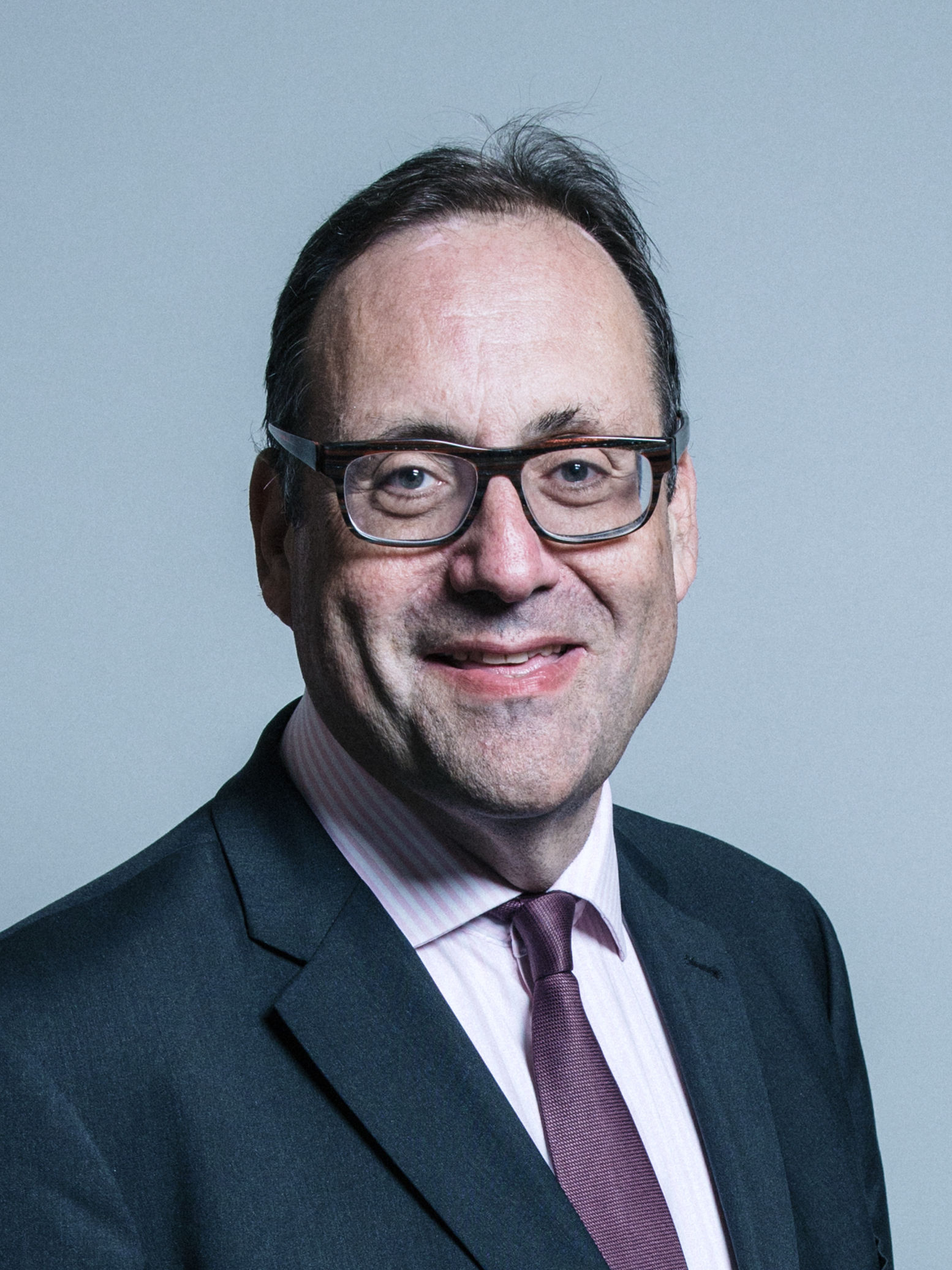
Richard Harrington (2010–2019)
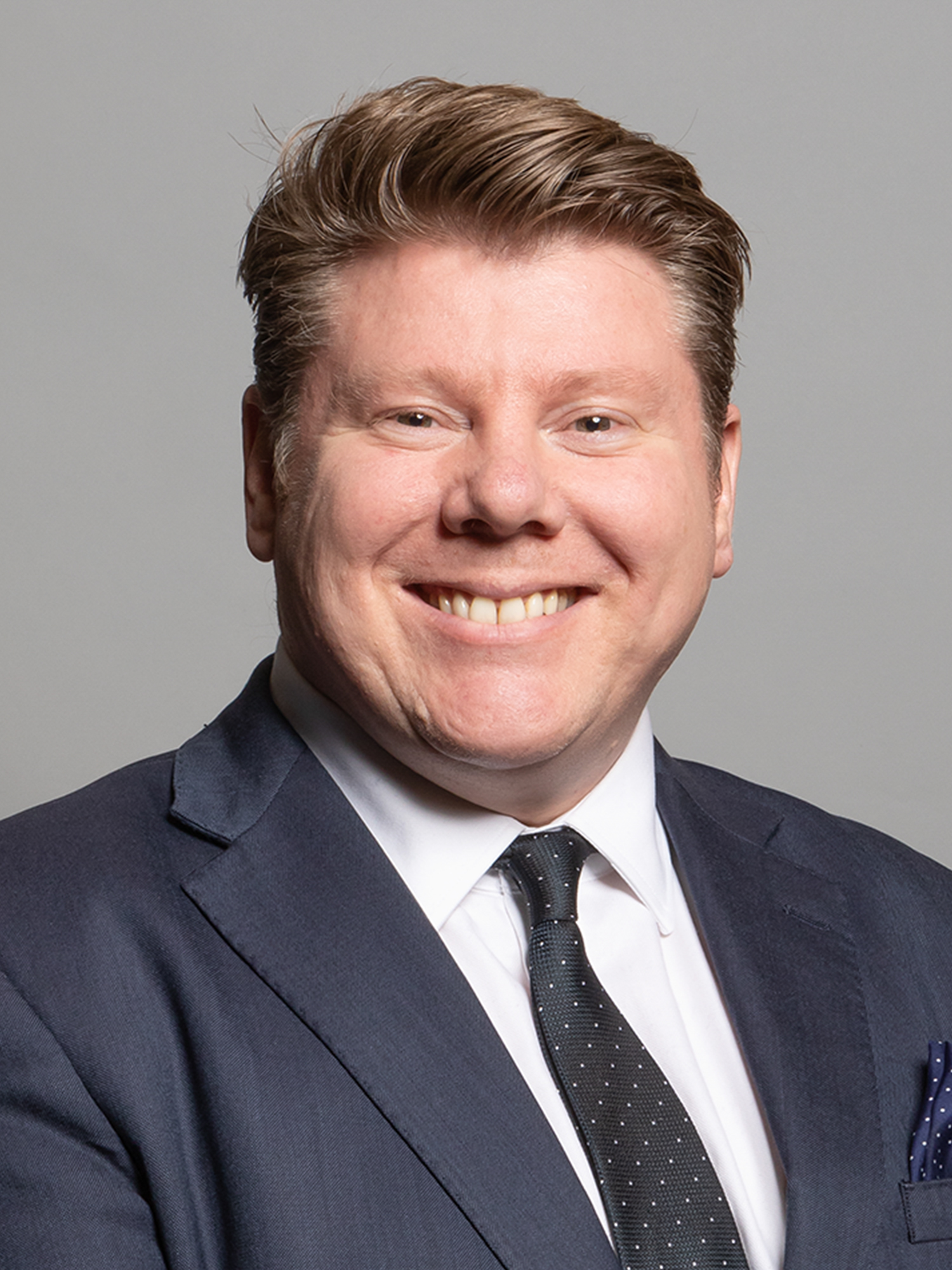
Dean Russell (2019–2024)
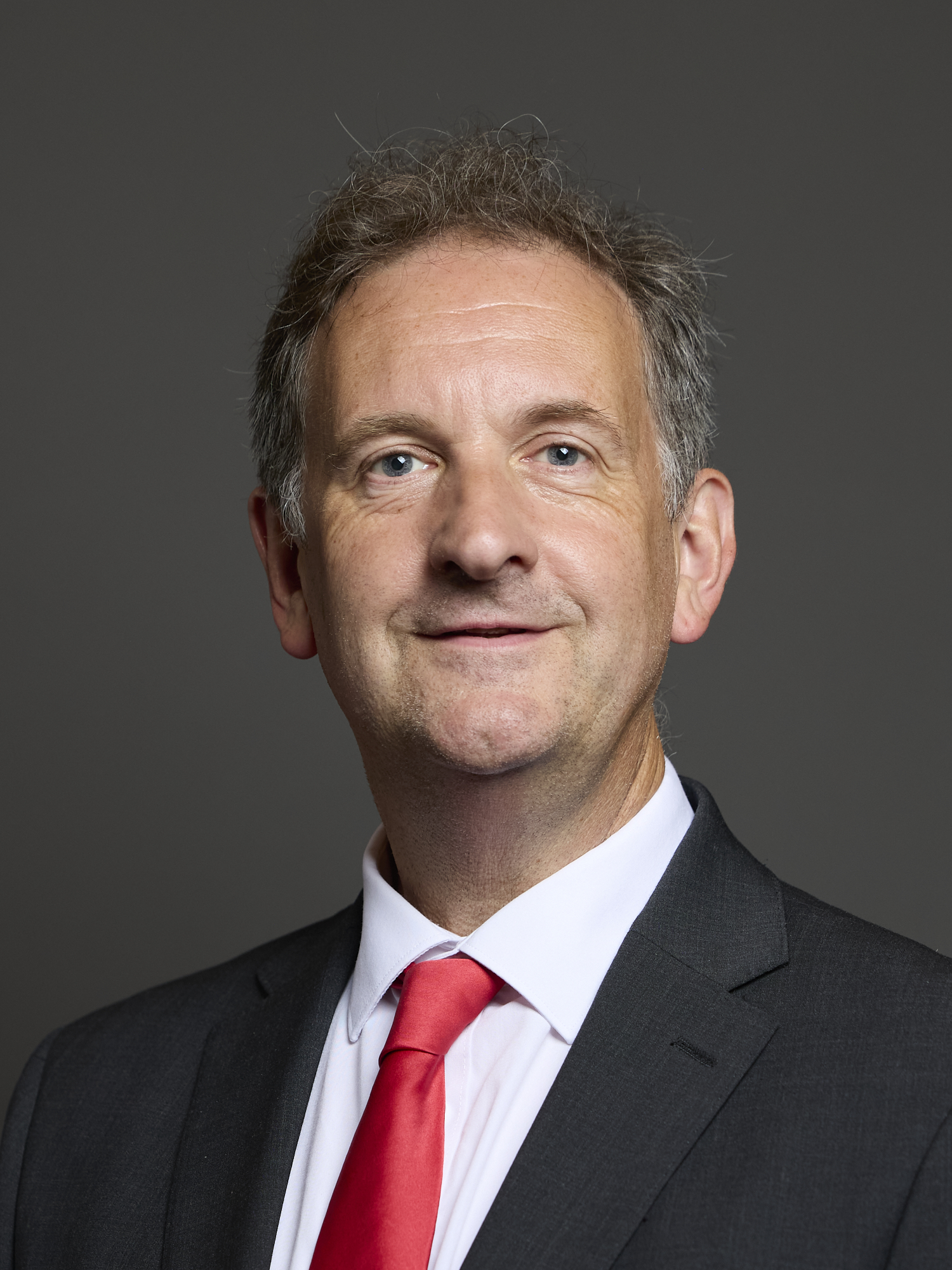
Matt Turmaine (2024–Présent)

## Résultats électoraux

### Résultats dans les années 2020
| Parti         | Parti                                   | Candidat                                | Voix   | %     | ±       |
| ------------- | --------------------------------------- | --------------------------------------- | ------ | ----- | ------- |
|               | Travailliste                            | Matt Turmaine                           | 15 708 | 35,3  | –4,0    |
|               | Conservateur                            | Dean Russell                            | 10 985 | 24,7  | –17,3   |
|               | Libéraux-démocrates                     | Ian Stotesbury                          | 7 577  | 17,0  | –0,7    |
|               | Reform UK                               | Gary Ling                               | 4 930  | 11,1  | Nouveau |
|               | Parti des Travailleurs                  | Khalid Mahmood Chohan                   | 2 659  | 6,0   | Nouveau |
|               | Vert                                    | Arran Bowen-la Grange                   | 2 428  | 5,5   | +5,2    |
|               | Patrimoine                              | Sarah Knott                             | 168    | 0,4   | Nouveau |
| Majorité      | Majorité                                | Majorité                                | 4 723  | 10,62 | +3.02   |
| Participation | Participation                           | Participation                           | 44 455 | 61,0  | –7,50   |
|               | Travailliste vainqueur sur Conservateur | Travailliste vainqueur sur Conservateur | Swing  |       |         |

### Résultats dans les années 2010
| Parti         | Parti                | Candidat             | Voix   | %    | ±       |
| ------------- | -------------------- | -------------------- | ------ | ---- | ------- |
|               | Conservateur         | Dean Russell         | 26 421 | 45,5 | –0,1    |
|               | Travailliste         | Chris Ostrowski      | 21 988 | 37,9 | –4,1    |
|               | Libéraux-démocrates  | Ian Stotesbury       | 9 323  | 16,1 | +7,0    |
|               | SDP                  | Michael McGetrick    | 333    | 0,6  | Nouveau |
| Majorité      | Majorité             | Majorité             | 4 433  | 7,6  | +4,0    |
| Participation | Participation        | Participation        | 58 065 | 69,7 | +1,9    |
|               | Conservateur retenir | Conservateur retenir | Swing  | +2,0 |         |

| Parti         | Parti                | Candidat             | Voix   | %    | ±     |
| ------------- | -------------------- | -------------------- | ------ | ---- | ----- |
|               | Conservateur         | Richard Harrington   | 26 731 | 45,6 | +2,1  |
|               | Travailliste         | Chris Ostrowski      | 24 639 | 42,0 | +16,0 |
|               | Libéraux-démocrates  | Ian Stotesbury       | 5 335  | 9,1  | −9,0  |
|               | UKIP                 | Ian Green            | 1,184  | 2,0  | −7,8  |
|               | Vert                 | Alex Murray          | 721    | 1,2  | −1,2  |
| Majorité      | Majorité             | Majorité             | 2 092  | 3,6  | −13,9 |
| Participation | Participation        | Participation        | 58 610 | 67,8 | +1,2  |
|               | Conservateur retenir | Conservateur retenir | Swing  | −6,9 |       |

| Parti         | Parti                | Candidat             | Voix   | %    | ±       |
| ------------- | -------------------- | -------------------- | ------ | ---- | ------- |
|               | Conservateur         | Richard Harrington   | 24 400 | 43,5 | +8,6    |
|               | Travailliste         | Matthew Turmaine     | 14 606 | 26,0 | −0,7    |
|               | Libéraux-démocrates  | Dorothy Thornhill    | 10 152 | 18,1 | −14,3   |
|               | UKIP                 | Nick Lincoln         | 5 481  | 9,8  | +7,6    |
|               | Vert                 | Aidan Cottrell-Boyce | 1 332  | 2,4  | +0,8    |
|               | TUSC                 | Mark O'Connor        | 178    | 0,3  | Nouveau |
| Majorité      | Majorité             | Majorité             | 9 794  | 17,5 | +15,0   |
| Participation | Participation        | Participation        | 56 149 | 66,6 | −1,7    |
|               | Conservateur retenir | Conservateur retenir | Swing  | +4,6 |         |

| Parti         | Parti                                   | Candidat                                | Voix   | %    | ±       |
| ------------- | --------------------------------------- | --------------------------------------- | ------ | ---- | ------- |
|               | Conservateur                            | Richard Harrington                      | 19 291 | 34,9 | +5,3    |
|               | Libéraux-démocrates                     | Sal Brinton                             | 17 866 | 32,4 | +1,2    |
|               | Travailliste                            | Claire Ward                             | 14 750 | 26,7 | −6,9    |
|               | BNP                                     | Andrew Emerson                          | 1 217  | 2,2  | Nouveau |
|               | UKIP                                    | Graham Eardley                          | 1 199  | 2,2  | −0,4    |
|               | Vert                                    | Ian Brandon                             | 885    | 1,6  | −1,4    |
| Majorité      | Majorité                                | Majorité                                | 1 425  | 2,5  |         |
| Participation | Participation                           | Participation                           | 55 208 | 68,3 | +3,5    |
|               | Conservateur vainqueur sur Travailliste | Conservateur vainqueur sur Travailliste | Swing  |      |         |

### Résultats dans les années 2000
| Parti         | Parti                | Candidat             | Voix   | %     | ±     |
| ------------- | -------------------- | -------------------- | ------ | ----- | ----- |
|               | Travailliste         | Claire Ward          | 16 575 | 33,6  | −11,7 |
|               | Libéraux-démocrates  | Sal Brinton          | 15 427 | 31,2  | +13,8 |
|               | Conservateur         | Ali Miraj            | 14 634 | 29,6  | −3,7  |
|               | Vert                 | Steve Rackett        | 1 466  | 3,0   | +1,1  |
|               | UKIP                 | Kenneth Wight        | 1 292  | 2,6   | +1,4  |
| Majorité      | Majorité             | Majorité             | 1 148  | 2,4   | −9,6  |
| Participation | Participation        | Participation        | 49 394 | 64,8  | +3,7  |
|               | Travailliste retenir | Travailliste retenir | Swing  | −12,8 |       |

| Parti         | Parti                | Candidat             | Voix   | %    | ±       |
| ------------- | -------------------- | -------------------- | ------ | ---- | ------- |
|               | Travailliste         | Claire Ward          | 20 992 | 45,3 | 0,0     |
|               | Conservateur         | Michael McManus      | 15 437 | 33,3 | −1,5    |
|               | Libéraux-démocrates  | Duncan Hames         | 8 088  | 17,4 | +0,6    |
|               | Vert                 | Denise Kingsley      | 900    | 1,9  | Nouveau |
|               | UKIP                 | Edmund Stewart-Mole  | 535    | 1,2  | Nouveau |
|               | Alliance Socialiste  | Jon Berry            | 420    | 0,9  | Nouveau |
| Majorité      | Majorité             | Majorité             | 5 555  | 12,0 | +1,5    |
| Participation | Participation        | Participation        | 46 372 | 61,1 | −13,5   |
|               | Travailliste retenir | Travailliste retenir | Swing  | +0,8 |         |